# Joaquim Ferreira de Melo
Joaquim Ferreira de Melo (* 31. August 1873 in Crato, Ceará, Brasilien; † 22. September 1940) war ein brasilianischer Geistlicher und römisch-katholischer Bischof von Pelotas.

## Leben
Joaquim Ferreira de Melo empfing am 26. Februar 1898 das Sakrament der Priesterweihe für das Bistum Crato.
Am 15. März 1921 ernannte ihn Papst Benedikt XV. zum Bischof von Pelotas. Der Erzbischof von Fortaleza, Manoel da Silva Gomes, spendete ihm am 18. September desselben Jahres die Bischofsweihe; Mitkonsekratoren waren der Bischof von Crato, Quintino Rodrigues de Oliveira e Silva, und der Bischof von Sobral, José Tupinambá da Frota. Die Amtseinführung im Bistum Pelotas fand am 14. Oktober 1921 statt.